# Adriana Martín
Adriana Martín Santamaría (* 7. November 1986 in La Puebla de Valverde) ist eine spanische Fußballspielerin.

## Karriere

### Vereine
Martín begann ihre Karriere im Jahr 2002 in der Frauenabteilung des FC Barcelona, von dem sie nach einer Saison zu CE Sabadell wechselte. Abermals nach nur einem Jahr kehrte sie nach Barcelona zurück und schloss sich im Jahr 2005 dem Stadtrivalen Espanyol Barcelona an, wo sie bis 2009 spielte und einmal die Meisterschaft sowie zweimal den Pokalwettbewerb gewann. Auch mit ihrem nächsten Club, Rayo Vallecano, konnte sie in der Saison 2009/2010, wie auch im folgenden Jahr, die spanische Meisterschaft erringen.
Im Jahr 2011 lief Martín jeweils kurzzeitig sowohl für CF Pozuelo de Alarcón, wie auch die WPS-Franchise des Sky Blue FC auf, ehe sie zur Saison 2011/12 zu Atlético Madrid wechselte. Im Sommer 2012 kehrte sie in die USA zurück und schloss sich dem WPSL-Elite-Teilnehmer Western New York Flash an, ehe sie für kurze Zeit für die Frauenmannschaft des FC Chelsea auflief und dann wieder zu Atlético Madrid zurückkehrte.
Anfang 2013 wurde Martín von der neugegründeten NWSL-Franchise der Western New York Flash verpflichtet. Ihr Ligadebüt gab sie am 14. April 2013 gegen den Sky Blue FC, ihr erstes Tor in der NWSL erzielte sie am 1. Mai ebenfalls gegen den Sky Blue FC. Im September 2014 wechselte sie zum spanischen Erstligisten Levante UD.

### Nationalmannschaft
Martín spielt für die A-Nationalmannschaft und nahm mit dieser an der Europameisterschaft 2013 teil, wo man im Viertelfinale Norwegen mit 1:3 unterlag.

## Erfolge
- Spanischer Meister 2006 (Espanyol Barcelona); 2010, 2011 (Rayo Vallecano)
- Spanischer Pokal-Sieger 2006, 2009 (Espanyol Barcelona)